# Lincoln (Contea di Allegheny, Pennsylvania)
Lincoln  è una borough degli Stati Uniti d'America, nella contea di Allegheny nello Stato della Pennsylvania. Secondo il censimento del 2000 la popolazione è di 1.228 abitanti. Prima del 1958 Lincoln era una Township.

## Società

### Evoluzione demografica
La composizione etnica vede una prevalenza della razza bianca (98,77%) seguita da quella afroamericana (0,66%) e asiatica (0,33%), dati del 2000.
| borough di Lincoln Popolazione |       |
| 2000                           | 1.228 |
| Stima al 01-07-07              | 1.129 |